# Велична біла тиша
«Велична біла тиша» (англ. The Great White Silence) — англійський документальний фільм 1924 року, який містить короткі кадри, зняті під час експедиції на «Терра Нова» 1910—1913 років. Головний режисер стрічки — фотограф Гербер Понтінг. Спочатку це був німий фільм, Британський інститут кінематографії відновив і перевидав його у 2011 році з музичним саундтреком Саймона Фішера Тернера.

## Синопсис і виробничі нотатки
Експедиція на «Терра Нова» була спробою урядів та зацікавлених громадян тодішньої Британської імперії встановити Юніон Джек на Південному полюсі за допомогою людей, поні, собак і примітивних снігоходів, які вивозили санки з бази, розташованої на Антарктичному узбережжі. Документальний фільм зображує очільника експедиції Роберта Фолкона Скотта та його корабель «Тера-Нова», а також людей, які виїжджають з Літтелтона, Нова Зеландія, щоб потрапити в Південний океан та до його дрейфуючого льоду.
Благополучно висадившись на крижане узбережжя острова Росса, режисер слідує за людьми, коли вони встановлюють намети, катаються на лижах і готуються до дослідження Південного полюса. Фільм завершується кадрами дослідників, які відійшли від своєї бази та інтертитрами, які нагадують глядачам про те, що для глядача у 1924 році була відома історія про трагічне завершення експедиції. Скотт та його група з чотирьох супутників так і не повернулися з полюса.

### Піонерський кінематограф

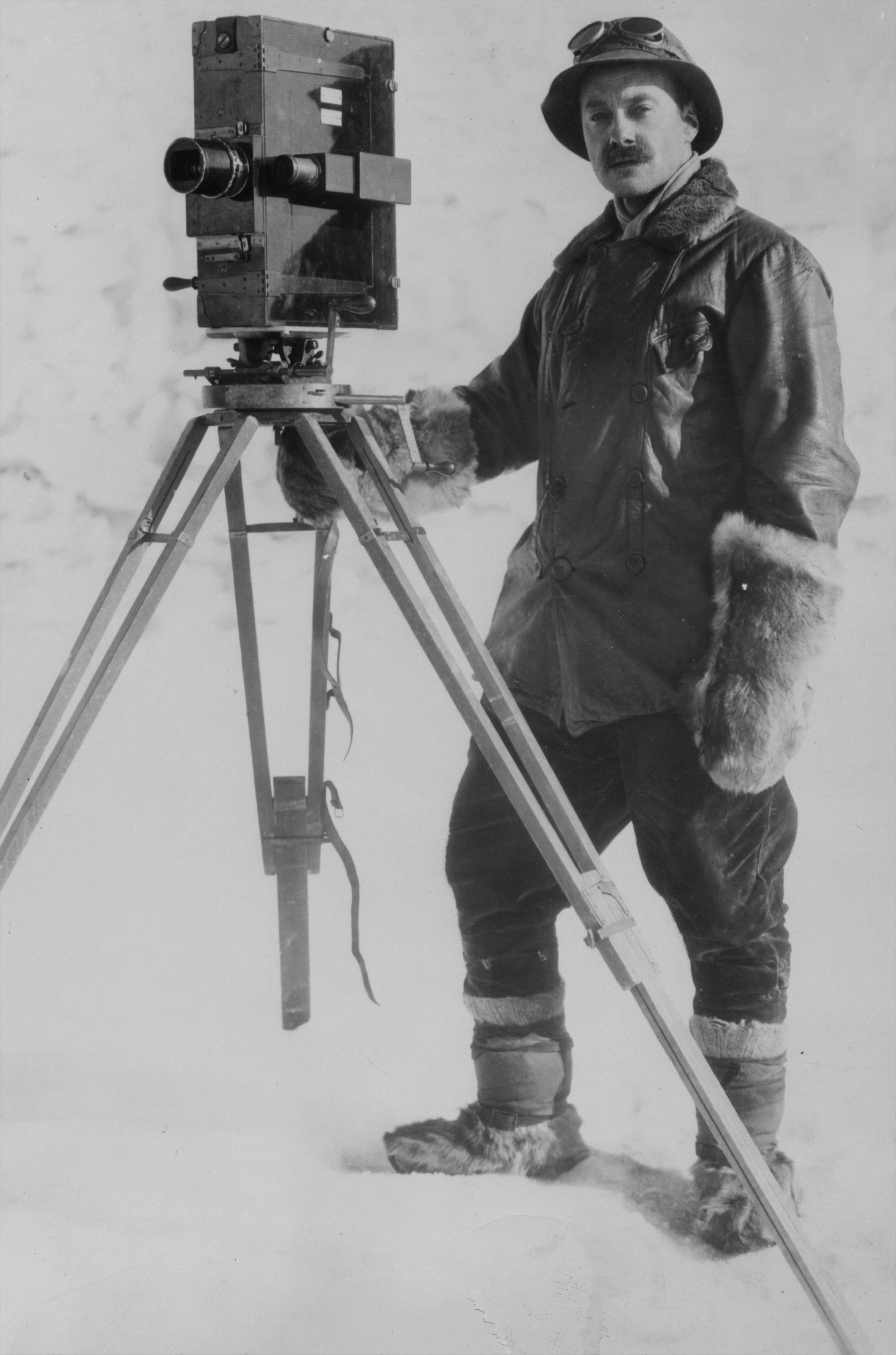
Режисер / оператор «Величної білої тиші» Герберт Понтінг

Режисер фільму Гербер Понтінг був першим відомим фотографом, який привіз сінематограф на антарктичний континент і зняв короткі відео про косаток, пінгвінів Аделі, поморників антарктичних, тюленів Ведделла та іншу фауну, а також дослідників, які намагалися «підкорити» континент.
Скотт не обрав Понтінга для його супроводу до Південного полюса. Режисер залишився на базі та вижив зі своїми фільмами, врешті повернувшись до Англії.

## Сприйняття
«Велична біла тиша» та відновлений фільм із саундтреком, заснований на одних і тих же кадрах, не мали великого комерційного успіху, режисер Понтінг помер у злиднях. Однак його творчість зрештою була визнана: однією з найбільш високоякісних є серія зображень, що збереглися з так званої Героїчної доби дослідження Антарктики, а «Величну білу тишу» дістали з-під землі, відновили та перевидали у 2011 році.
Відгуки про перевипуск були схвальними. Марк Лі з «Дейлі телеграф» назвав фільм «глибоко зворушливим» та «вражаюче потужним». Кет Кларк із «Гардіан» оцінила фільму у чотири зірки з п'яти та похвалила «прекрасну» реставраційну роботу, виконану БІК. Шон Ексмейкер з «Сіетл пост-інтелідженсер», який переглянув фільм на кінофестивалі німого кіно у Сан-Франциско, написав фільму блискучий огляд. «Вражаючий документальний фільм і документування, яке захоплює», він похвалив «красиві фотознімки», «красномовні» заголовки та «повільне зображення випробувань, нещасних випадків і смертей» за те, що вони «шанобливі та зворушливі». Він також зазначив, що «несподівано вражає надзвичайна оповідь Понтінга, особливо про подію, яку він не зміг сфотографувати [подорож Скотта до полюса]».